# Велька Чаломия (район Вельки Кртиш)

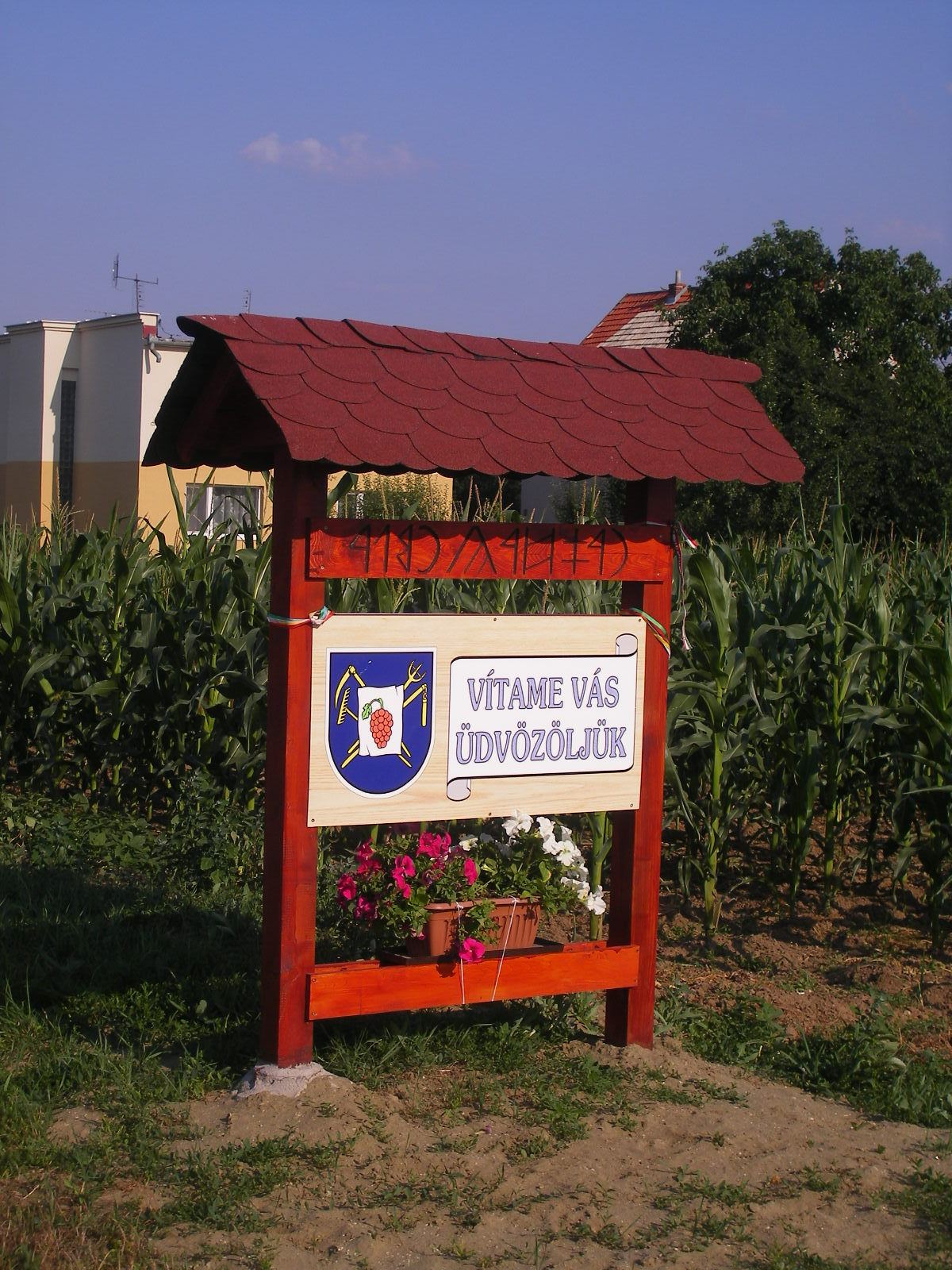

Велька Чаломия (словац. Veľká Čalomija, венг.  Nagycsalomja) — деревня и община района Вельки—Кртиш Банскобистрицкого края Словакии.
Расположена в исторической области Хонт на юго-западе Словакии в 155 км от Братиславы.
Кадастровая площадь — 8,91 км². Высота — 142 м.

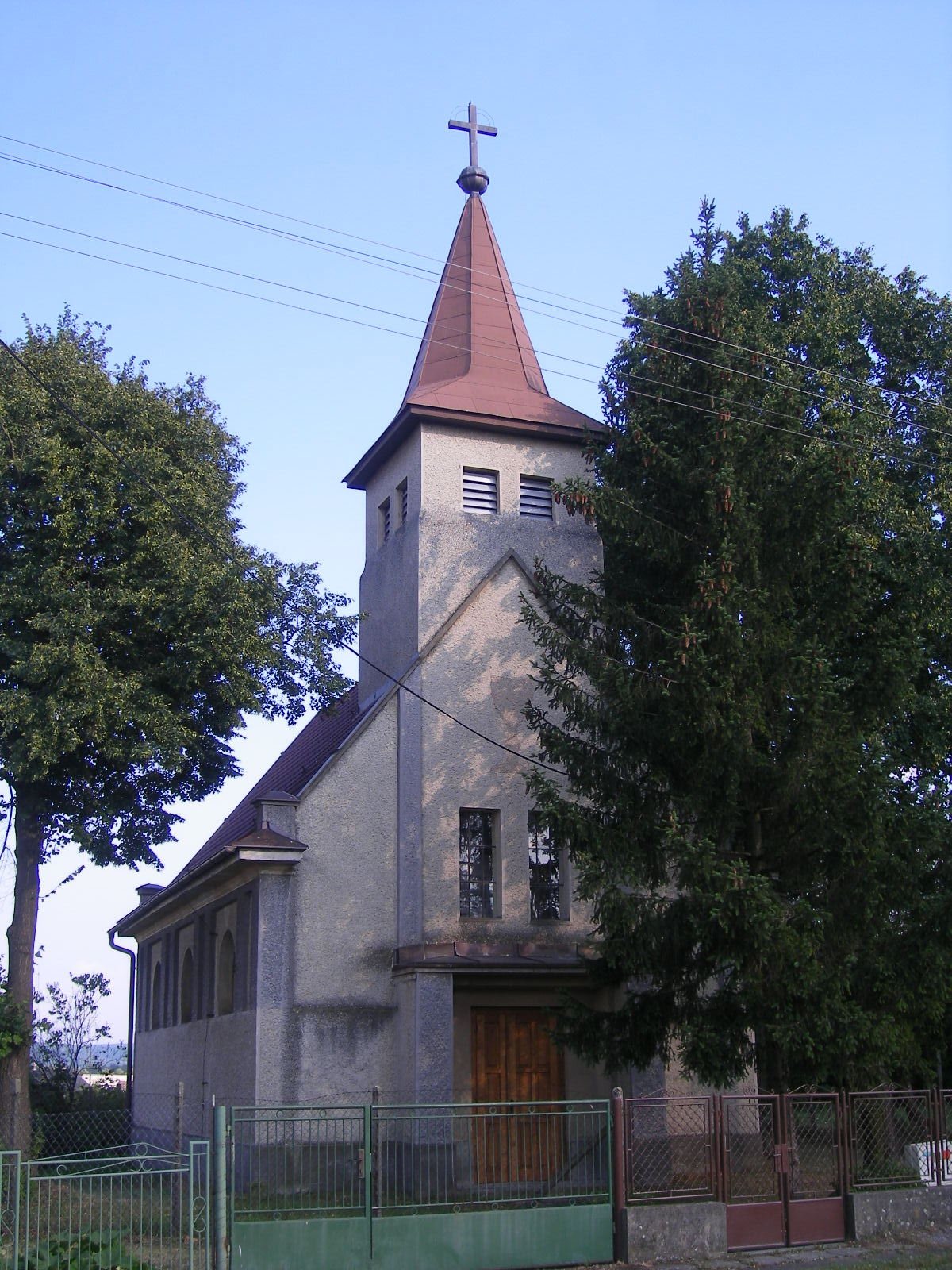
Евангелистская церковь

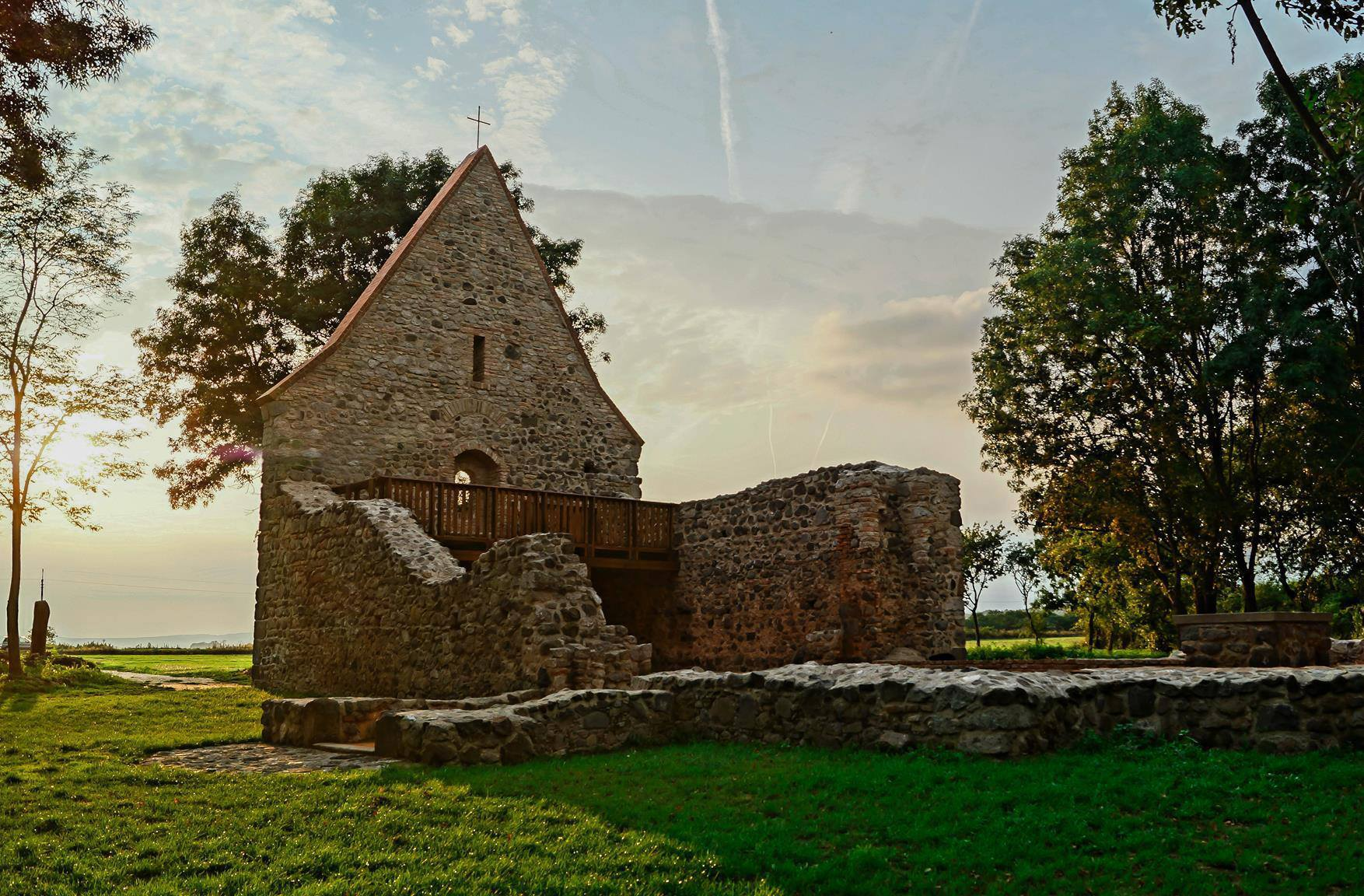
Руины церкви Всех Святых, известной как Пустынная церковь, построенной как романская церковь в первой половине 13 века и, вероятно, повреждённой во время монгольского нашествия 1241—1242 гг.

## Население
| Год:                | 1994 | 2004    | 2014    | 2024    |
| ------------------- | ---- | ------- | ------- | ------- |
| Количество человек: | 672  | 617     | 604     | 579     |
| Разница:            |      | −8,18 % | −2,10 % | −4,13 % |

Население по состоянию на 31 декабря 2020 года составляло 589 человек.

## История
Впервые упоминается в документах в 1244 году как Халамия . В 15 веке деревня принадлежала королю.  Жители, в основном, занимались земледелием, а с 19 века также виноградарством.
До 1918 года входила в состав Венгерского королевства, затем перешла к Чехословакии , с 1938 по 1944 год снова Венгрии, сегодня в составе Словакии.

## Достопримечательности
- Руины церкви Всех Святых 13 века
- Часовня Девы Марии 1845 г.
- Римско-католическая церковь Девы Марии в стиле модерн 1911 г.
- Евангелическая церковь 1934 г.